# Keller Oszkár
Keller Oszkár, születési nevén Keller Oszkár Béla (Pétervására, 1882. december 16. – Budapest, 1955. május 24.) magyar zoológus, akadémiai tanár, agrártudós.

## Életpályája
Apja, Keller Béla gazdasági ispán, anyja Oláh Magdolna volt. Középiskoláit Egerben végezte, majd a Budapesti Tudományegyetem Bölcsészettudományi Karán folytatta tanulmányait, de az orvosi karon is hallgatott előadásokat. 1904-ben és 1905-ben elnyerte a Margó-díjat, A csontos halak elő- és közbülső agyának alaktana című dolgozatáért. 1904-től a Budapesti Tudományegyetem Állattani és Összehasonlító Bonctani Intézetében tanársegédként dolgozott. 1906-ban állattanból bölcsésztudományi doktorátust szerzett. 1908-ban elvégezte a Magyaróvári Gazdasági Akadémiát. 
1908-tól Keszthelyen a Gazdasági Akadémia természetrajzi tanszékén gyakornoknak nevezték ki, majd előléptették tanársegéddé. 1912-től az akadémia rendes tanára, 1918-tól a gazdasági növénytan tanszékvezetője lett és rendszeres megfigyelője a Madártani Intézetnek, ahol 1923-ban rendkívüli taggá választották. Vezette a botanikus kertet, 1922-től a klímaállomást, melyet obszervatóriumi szintre fejlesztett, s amely rövidesen a vidéki gazdasági akadémiák közül a legjobban felszerelt időjárás- és éghajlatkutató hely lett. Tanárként gazdasági állattant és növénytant adott elő. Vezette a Balatoni Múzeum természetrajzi osztályát és Keszthelyi Növényvédelmi Körzetet is, több szakmai egyesületben töltött be vezető tisztséget, végzett sokoldalú munkát. 
1949-től a Keszthelyi Akadémia megszűnése után Budapesten, az Agrártudományi Egyetem Állattani Tanszékének tanára volt. A mezőgazdasági állattan, a halászat- és a madártan körében végzett megfigyelő és kutatómunkát. Több, mint 250 cikke és tanulmánya maradt fenn. Számos tankönyvet is írt.
1933. október 14-én Keszthelyen házasságot kötött Fischer Mór és Krausz Jetti lányával, Erzsébet Máriával.

## Fontosabb művei
- Képek a Balaton madárvilágából (cikksorozat – Keszthelyi Hirlap)
- Universum sorozat könyveiben (Lampel R. Kk. (Wodianer F. és Fiai) R. T. Könyvkiadóvállalata, 1916; 1918; 1921)
- A gyakoribb mezőgazdasági állati kártevők vegyi szerekkel való írtása (1936)
- Fontosabb gerinces állati kártevők és írtásuk (1938)
- Általános állattan  (1952)
- Rendszeres állattan  (1952)